# Pulau Ular
Pulau Ular est une île située au Sud de l'île principale de Singapour. 

## Géographie
Totalement industrialisée, elle s'étend sur environ 1,1 km de longueur pour une largeur approximative de 967 m. Elle constitue un ensemble relié en polders entre Pulau Bukom et Pulau Busing.